# Messier 40
A Messier 40 (más néven M40, vagy Winnecke 4) egy kettőscsillag a Nagy Medve csillagképben.

## Felfedezése
Az M40-et Charles Messier fedezte fel, majd katalogizálta 1764-ben. Később Winnecke 4 (WNC 4) néven is katalogizálták.

## Tudományos adatok
Nagy valószínűséggel optikai kettőscsillagról van szó.

## Megfigyelési lehetőség
Az M40 16'-ra északnyugatra található a 70 Ursae Majoris (70 UMa) nevű 5,7-es magnitúdójú csillagtól.